# Єлемучаш (Нурминське сільське поселення)
Єлемуча́ш (рос. Елемучаш, марій. Елемучаш) — присілок у складі Медведевського району Марій Ел, Росія. Входить до складу Нурминського сільського поселення.

## Населення
Населення — 94 особи (2010; 83 у 2002).
Національний склад (станом на 2002 рік):
- лучні марійці — 93 %